# Audi Q8
Audi Q8 – samochód osobowy typu SUV Coupé klasy wyższej produkowany pod niemiecką marką Audi od 2018 roku.

## Historia i opis modelu

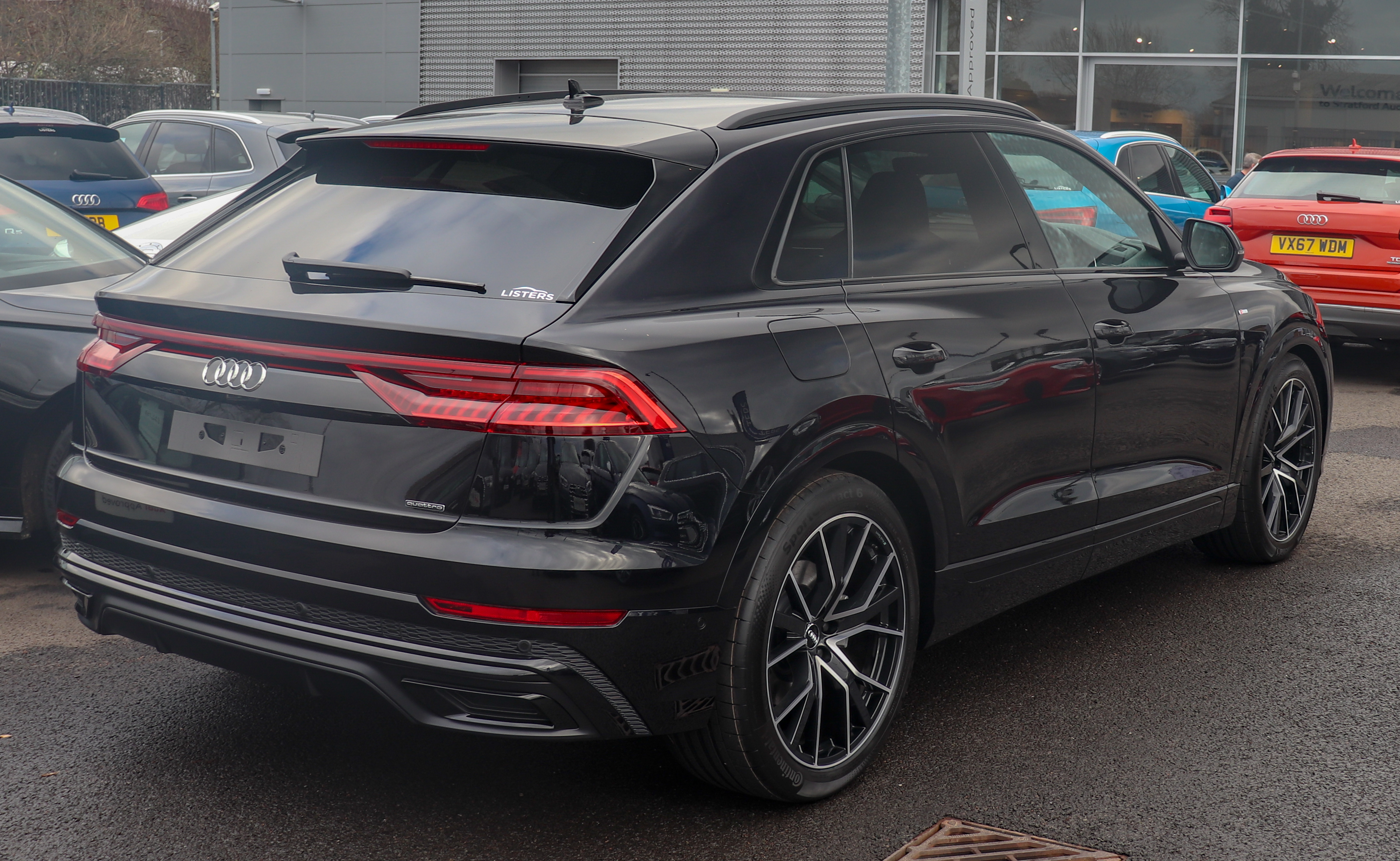
Audi Q8 - tył

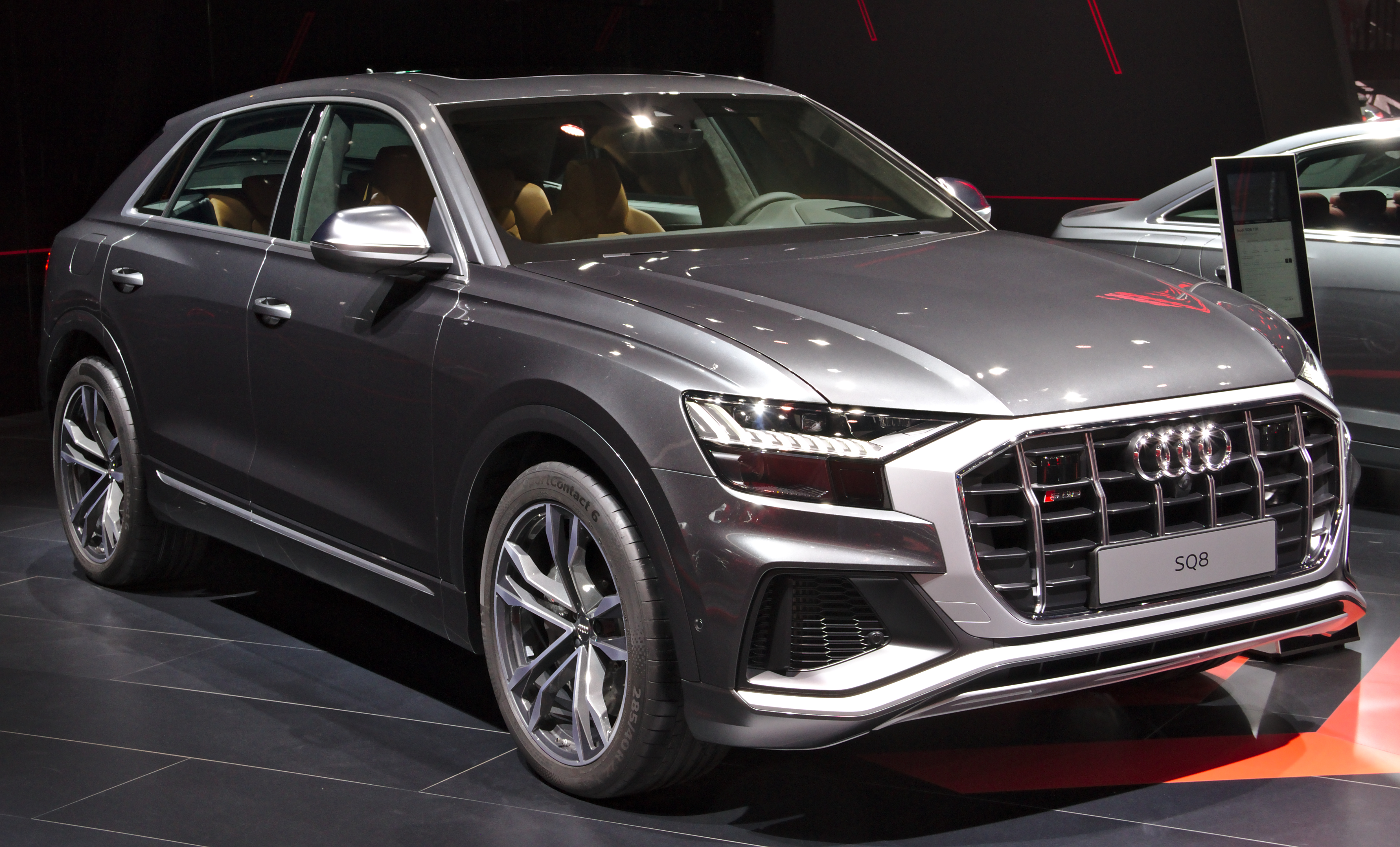
Audi SQ8

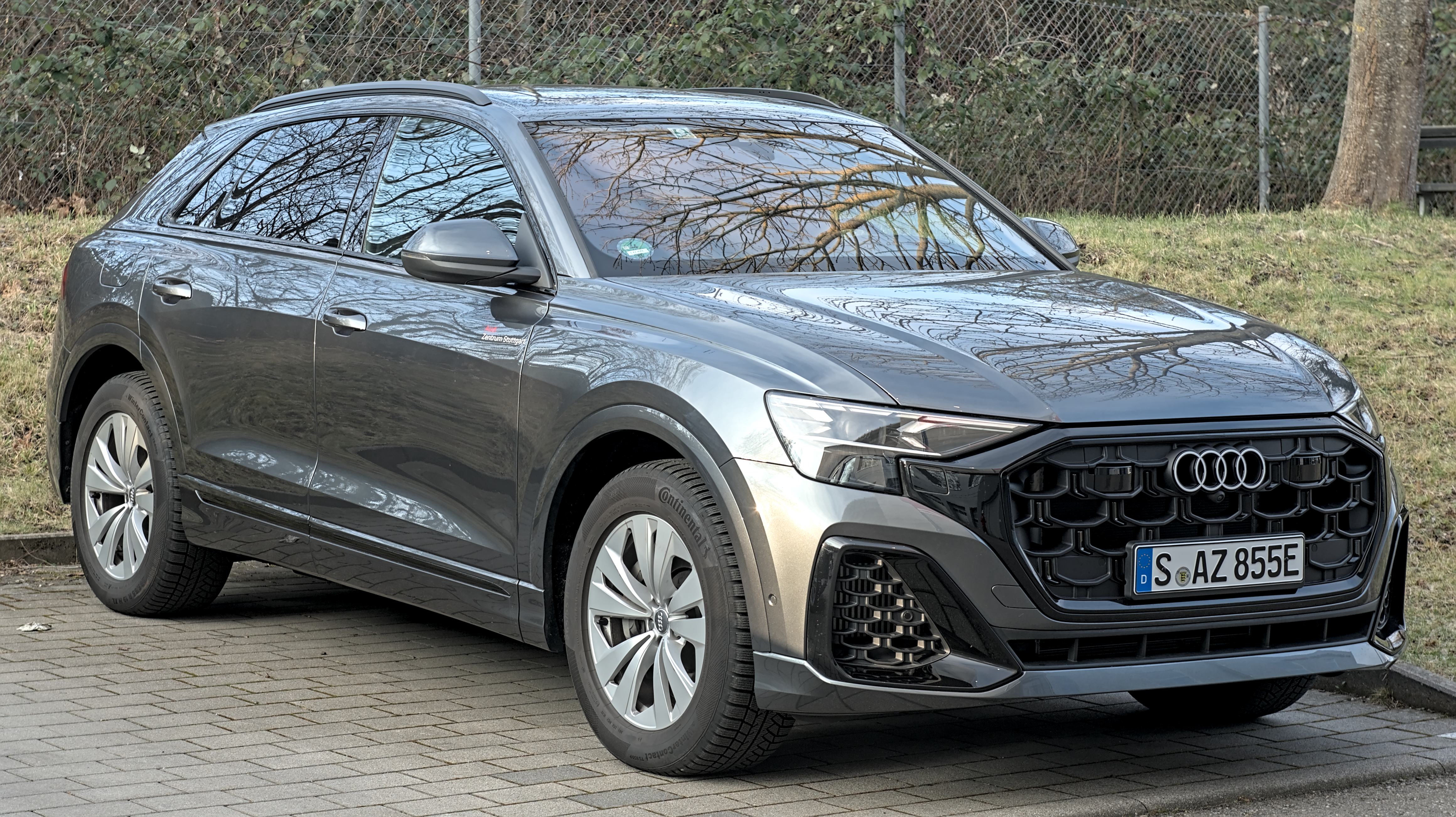
Audi Q8 po liftingu

Audi Q8 to pierwszy w historii marki SUV z niżej opadającym dachem, wpisującym się do podkategorii tzw. SUV-ów Coupe. W przeciwieństwie do konkurencji spod znaku BMW i Mercedesa, Q8 nie jest inną odmianą nadwoziową siostrzanego modelu (w tym przypadku Q7), lecz opracowanym od podstaw innym modelem z unikalnym wyglądem nadwozia. Obecnie model ten plasuje się na szczycie gamy crossoverów i SUV-ów niemieckiej marki.
Znakami szczególnymi Q8 jest charakterystyczny gril z czarną obwódką, reflektory z tzw. "łezkami", rozciągające się na szerokość tyłu lampy oraz bezramkowe drzwi. Przedstawione w czerwcu 2018 roku auto to część ofensywy modelowej marki z 2018 roku, dlatego pod wieloma względami przypomina ono inne nowe modele marki z tego okresu. Środek wyróżnia się dużą ilością aluminium i ekranów dotykowych, które wyposażono w najnowszy system nawigacji MMI obejmujący sterowanie głosowe.
Zamówienia na Q8 ruszyły w Polsce w lipcu 2018 roku, a na SQ8 w lipcu 2019.